# キクユ青年協会
キクユ青年協会（キクユせいねんきょうかい、英語: The Young Kikuyu Association, YKA）は、1921年6月10日に、キクユ協会 (KA) から分離する形で結成された。1921年7月には、東アフリカ協会 ( East Africa Association, EAA) と改称した。
日本語では、「青年キクユ協会」、「ヤング・キクユ協会」などとして言及されることもある。

## 概要
イギリス領東アフリカの一部としての保護領であった後のケニアにあたる領域が、1920年にケニア植民地が成立して区画される前後から、現地住民の中で相対的に人口が大きいキクユ族の間に、イギリスの植民地当局に対して、不平不満を訴える組織が必要だという考えが広まり、1919年にキクユ協会 (The Kikuyu Association, KA) が結成された。
KAの書記を務めていたハリー・トゥクは、ケニヤを植民地統治するイギリス当局に対するKAの姿勢を生ぬるいと感じており、現地の植民地当局を相手にしていても埒はあかず、彼らの憂慮を直接ロンドンへ届ける必要があると考えていた。イギリスの植民地当局がアフリカ人たちへ支払う賃金を3分の1に引き下げるという方針を打ち出した際にKAがこれに抗議はしたものの、それ以上反対して動こうとしなかったことを契機に、トゥクは仲間とともにKAを離れ、1921年6月10日に、より戦闘的なYKAを結成した。しかし、より広汎なアフリカ人たちの勢力を糾合することを意図した彼らは、翌月には組織名を東アフリカ協会 (EAA) に改め、ケニヤ以外のイギリス領東アフリカにも組織対象を広げた。1922年3月4日、EAAの集会の最中に議長のトゥクは逮捕され、ナイロビからキスマユへ移送され9年間投獄されることとなり、その後YKA/EAAは禁圧された。別の説では、3月14日に自宅で逮捕され、警察署へ連行されたともいい、集まった群衆に対して警察や白人入植者たちが発砲して多数の死傷者が出た。
1923年8月にナイロビで大規模な集会を開催したのを最後に、YKA/EAAは活動が低調となり、翌1924年には非合法化された。